# Bôr
Bôr je trojvrcholová hora Nízkých Tater o nadmořské výšce 1888 m v boční rozsoše vybíhající z Poľany (1889 m). Leží nad Demänovskou dolinou a je z ní kruhový rozhled.

## Přístup
- po  značce z Demänovské doliny nebo z Poľany